# 松平忠恒
松平 忠恒（まつだいら ただつね）は、江戸時代中期の大名。陸奥国桑折藩3代藩主、上野国篠塚藩主、同上里見藩主、同小幡藩初代藩主。官位は従五位下・大蔵少輔、宮内少輔、摂津守。忠尚系奥平松平家3代。

## 生涯
享保5年（1720年）、桑折藩2代藩主・松平忠暁の次男として誕生。兄・忠衙が早世したため嫡子となる。享保19年（1734年）に叙任し、元文元年（1736年）の父の死去により跡を継いだ。
延享4年（1747年）3月に奏者番となり、同年7月に上野篠塚に移封となる。9月には寺社奉行を兼任することとなる。寛延元年（1748年）8月には上里見に移り、同年10月には若年寄にまで栄進した。
明和5年（1767年）閏9月28日に小幡に移封されたが、翌年11月8日に死去した。跡を長男・忠福が継いだ。

## 系譜
父母
- 松平忠暁（父）
- 黒田直邦の娘（母）

正室
- 津軽信興の娘

子女
- 松平忠福（長男）生母は正室
- 大久保忠恕[1]（次男）
- 内藤信凭正室
- 井上正定正室、松平乗祐の養女
- 松平忠順室
- 本多忠昭室
- 桑原盛員の養女